# Systena
Systena es un género de escarabajos de la familia Chrysomelidae. Hay alrededor de 90 especies descritas en Systena. Se encuentra en el Nuevo Mundo, especialmente en los Neotrópicos.

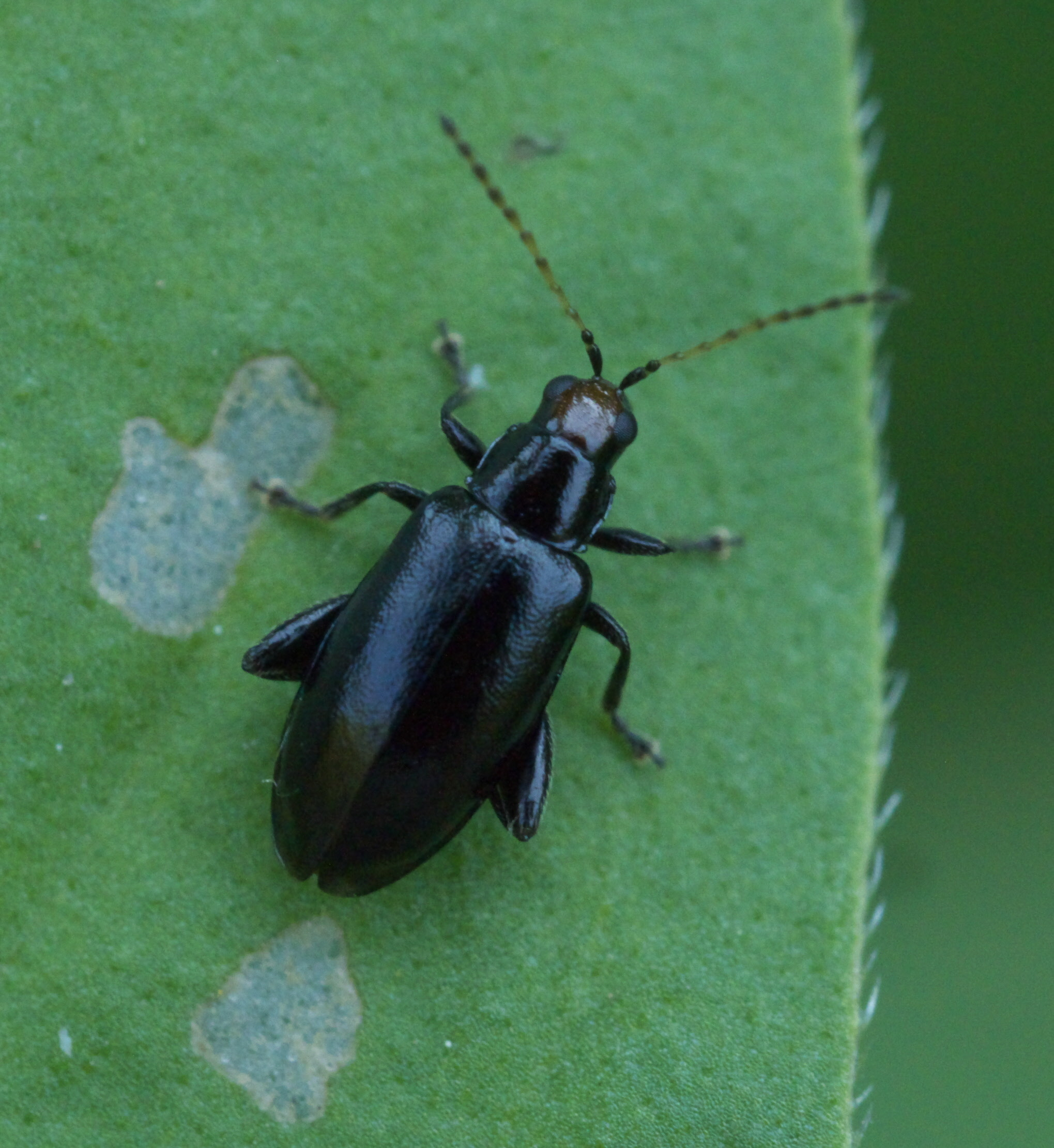
Systena frontalis

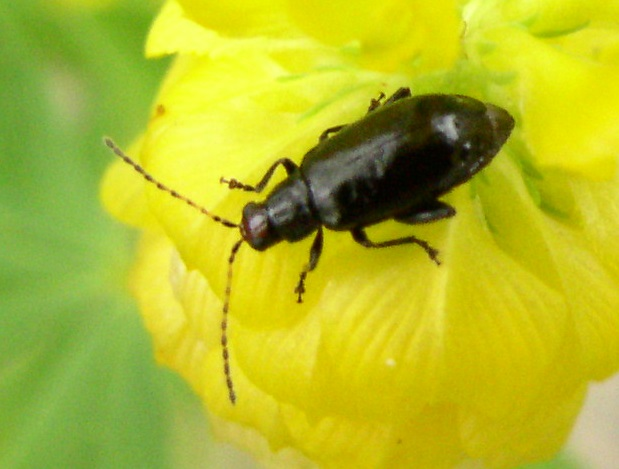
Systena hudsonias

## Especies
Estas 22 especies son del género Systena:
- Systena bitaeniata (J. L. LeConte, 1859) i c g
- Systena blanda F. E. Melsheimer, 1847 i c g b
- Systena californica Blake, 1935 i c g
- Systena carri Blake, 1935 i c g
- Systena collaris Crotch, 1873 i c g
- Systena corni Schaeffer, 1932 i c g b
- Systena dimorpha Blake, 1933 i c g
- Systena elongata (Fabricius, 1798) i c g b
- Systena frontalis (Fabricius, 1801) i c g b
- Systena gracilenta Blake, 1933 i c g b
- Systena hudsonias (Forster, 1771) i c g b
- Systena laevis Blake, 1935 i c g b
- Systena laurentia Bechyné, 1955 g
- Systena lherminieri Bryant, 1942 g
- Systena marginalis (Illiger, 1807) i c g b
- Systena mitis (J. L. LeConte, 1858) i c g
- Systena pallicornis Schaeffer, 1906 i c g b
- Systena pallipes Schwarz, 1878 i c g
- Systena plicata Blatchley, 1921 i c g
- Systena sexnotata Fall, 1910 i c g b
- Systena s-littera (Linnaeus, 1758) g
- Systena variata Schaeffer, 1932 i c g

Data sources: i = ITIS, c = Catalogue of Life, g = GBIF, b = Bugguide.net